# Henri Villecourt
Henri Villecourt, né le 19 mars 1938 à Charlieu (Loire), est un joueur français de basket-ball.

## Biographie
Henri Villecourt joue pour l'équipe de France de 1957 à 1960, participant au Championnat d'Europe de basket-ball 1959 et aux Jeux olympiques d'été de 1960.

## Palmarès
Équipe de France
- 27 sélections entre 1957 et 1960
- Jeux olympiques
  - 10e en 1960 à Rome
- Championnat d'Europe
  -  3e en 1959

## Sources
- Fiche de Henri Villecourt sur le site de la Fédération française de basket-ball
- (en) Profil olympique de Henri Villecourt sur sports-reference.com (archivé)